# Бейнер, Джон
Джон Эндрю Бейнер (англ. John Andrew Boehner; род. 17 ноября 1949, Рединг, Огайо) — американский политический и государственный деятель, 53-й спикер Палаты представителей Конгресса США с 5 января 2011 года до 29 октября 2015 года. Член Республиканской партии США. Сменил на этом посту Нэнси Пелоси после того, как Республиканская партия по результатам довыборов в Конгресс вернула себе большинство депутатов.

## Биография
Родился в 1949 году в юго-западном Огайо в семье немецкого и ирландского происхождения. Семья содержала бар, в котором Бейнер помогал с восьми лет. В 1968 году, во время Вьетнамской войны поступил в Военно-морские силы США, но уже через 8 недель был отправлен в запас по медицинским показаниям. В 1977 году он получил степень бакалавра бизнеса и администрации в Университете Ксавьера, затем работал в торговой компании Nucite Sales, дослужившись до должности директора компании.
В 1990 году баллотировался в Конгресс от штата Огайо, и сразу был избран. В дальнейшем избирался от этого же округа 10 раз.
17 ноября 2010 года, после прошедших довыборов в Конгресс, Бейнер был единогласно выбран членами конгресса от республиканской партии кандидатом в Спикеры палаты представителей. Это сделало его избрание в январе 2011 года формальностью.
В марте 2014 года включён МИД России в список лиц, в отношении которых введены санкции. Ему закрыт въезд в Российскую Федерацию на основе взаимности в связи с американскими санкциями по Украине и Крыму.
25 сентября 2015 года заявил о своем уходе с поста Спикера. Решение об отставке получило юридическую силу 29 октября того же года.
3 ноября 2016 года награждён японским орденом Восходящего солнца.
Джон Эндрю Бейнер и его жена Дебби поженились в 1973 году, у пары родились две дочери Линдси и Триша.